# Joel Barlow Sutherland

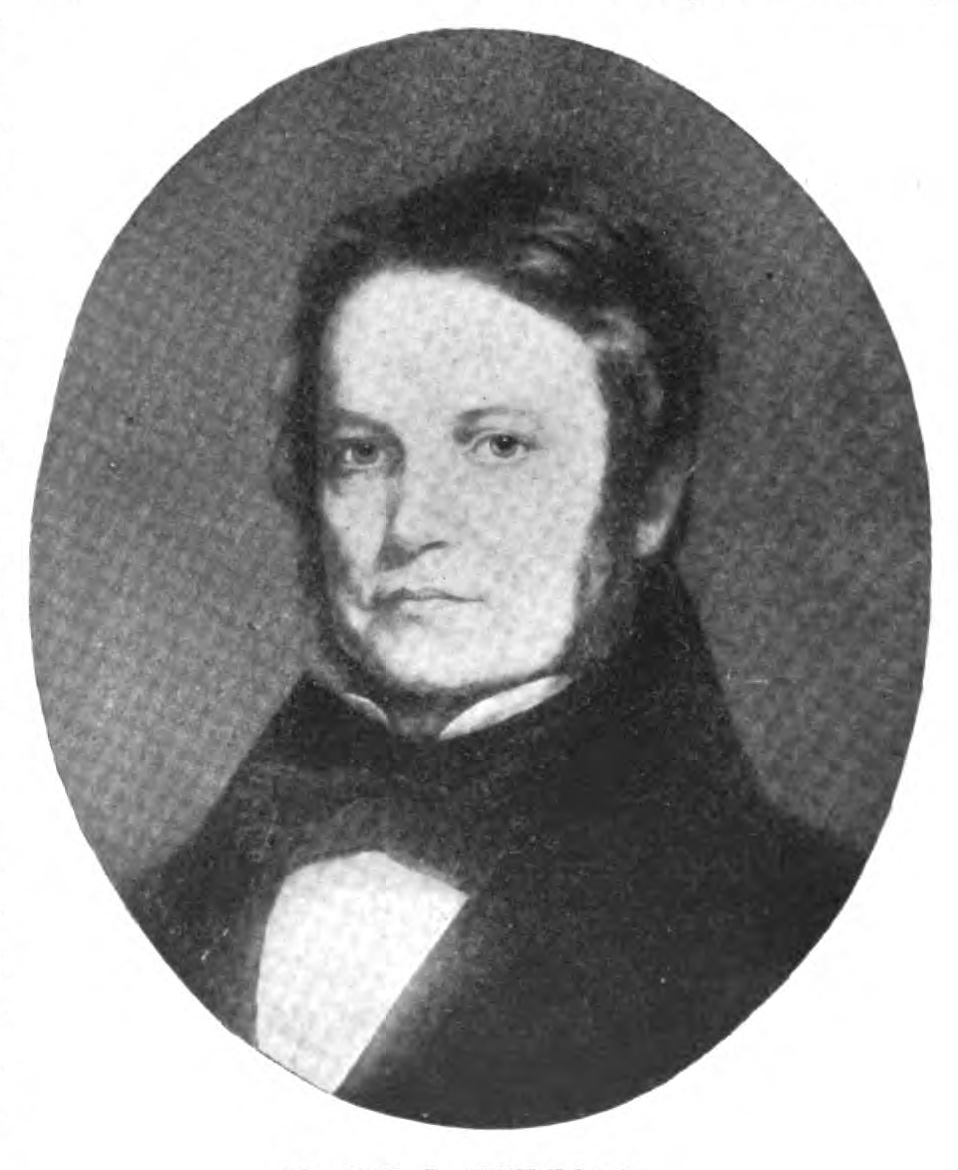
Joel Barlow Sutherland

Joel Barlow Sutherland (* 26. Februar 1792 im Gloucester County, New Jersey; † 15. November 1861 in Philadelphia, Pennsylvania) war ein US-amerikanischer Politiker. Zwischen 1827 und 1837 vertrat er den Bundesstaat Pennsylvania im US-Repräsentantenhaus.

## Werdegang
Joel Sutherland besuchte die öffentlichen Schulen seiner Heimat und studierte danach bis 1812 an der University of Pennsylvania in Philadelphia. Danach erhielt er eine medizinische Ausbildung. Während des Britisch-Amerikanischen Krieges von 1812 war er zunächst Chirurg. Anschließend wurde er Oberstleutnant der Staatsmiliz von Philadelphia. Gleichzeitig schlug er eine politische Laufbahn ein. Zwischen 1813 und 1816 war er Abgeordneter im Repräsentantenhaus von Pennsylvania; von 1816 bis 1817 gehörte er dem Staatssenat an. Sutherland war auch der Gründer des Jefferson Medical College in Philadelphia. In den folgenden Jahren gab er seine medizinische Arbeit auf und praktizierte stattdessen als Rechtsanwalt, was auf ein in den Quellen nicht erwähntes Jurastudium schließen lässt. In den 1820er Jahren schloss er sich der Bewegung um den späteren Präsidenten Andrew Jackson an und wurde Mitglied der von diesem 1828 gegründeten Demokratischen Partei.
Bei den Kongresswahlen des Jahres 1826 wurde Sutherland im ersten Wahlbezirk von Pennsylvania in das US-Repräsentantenhaus in Washington, D.C. gewählt, wo er am 4. März 1827 die Nachfolge von John Wurts antrat. Nach vier Wiederwahlen konnte er bis zum 3. März 1837 fünf Legislaturperioden im Kongress absolvieren Seit dem Amtsantritt von Präsident Jackson im Jahr 1829 wurde innerhalb und außerhalb des Kongresses heftig über dessen Politik diskutiert. Dabei ging es um die umstrittene Durchsetzung des Indian Removal Act, den Konflikt mit dem Staat South Carolina, der in der Nullifikationskrise gipfelte, und die Bankenpolitik des Präsidenten. Seit 1833 war Sutherland Vorsitzender des Handelsausschusses. Während seiner letzten Legislaturperiode wechselte er zur Whig Party. 1836 scheiterte er als deren Kandidat mit dem Versuch einer erneuten Wiederwahl. Zwei Jahre später bewarb er sich nochmals erfolglos um die Rückkehr in den Kongress.
In den Jahren 1833 und 1834 war Joel Sutherland neben seiner Abgeordnetentätigkeit auch als Berufungsrichter in Philadelphia tätig. Nach seiner Zeit im US-Repräsentantenhaus ist er politisch nicht mehr in Erscheinung getreten. Er starb am 5. November 1861 in Philadelphia.